# Галгамува (підрозділ окружного секретаріату)
Підрозділ окружного секретаріату Галгамува — підрозділ окружного секретаріату округу Курунегала, Північно-Західна провінція, Шрі-Ланка. Складається з 62 Грама Ніладхарі.